# Nika Daalderop
Nika Daalderop (* 29. November 1998 in Amsterdam) ist eine niederländische Volleyball- und Beachvolleyballspielerin.

## Karriere Halle
Daalderop begann ihre Karriere bei VV Amsterdam. Von dort wechselte sie 2014 zum Talentteam Papendal. Die Außenangreiferin spielte auch in der Juniorinnen-Nationalmannschaft der Niederlande. Im Sommer 2015 wurde sie erstmals in den Kader der A-Nationalmannschaft berufen. Ende 2015 wurde sie mit dem Ingrid-Visser-Award als Talent des Jahres ausgezeichnet. 2016 wechselte Daalderop zum deutschen Bundesligisten Ladies in Black Aachen. Im Dezember wurde sie zum Amsterdamer Talent des Jahres („Fanny“) gekürt. Kurz darauf erhielt sie zum zweiten Mal in Folge den Ingrid-Visser-Award als Talent des Jahres. 2017 wurde Daalderop mit der Nationalmannschaft in Aserbaidschan und Georgien Vize-Europameisterin und wechselte anschließend innerhalb der Bundesliga zu Allianz MTV Stuttgart.
2018 ging Daalderop nach Italien, wo sie bis 2020 bei Il Bisonte Firenze spielte. Anschließend wechselte sie zu Igor Gorgonzola Novara.

## Karriere Beach
Daalderop bildete 2014 ein Duo mit Susanne Kos und erreichte bei der U19-Weltmeisterschaft in Acapulco den fünften Platz. 2015 wurde sie mit Anke van As Sechste bei der U18-Europameisterschaft in Riga. Mit ihrer neuen Partnerin Joy Stubbe gewann sie anschließend die U20-EM in Larnaka. Bei der U21-WM 2016 in Luzern belegten Daalderop/Stubbe den fünften Rang. Danach wurden sie in Antalya erneut U20-Europameister und verteidigten damit ihren Titel aus dem Vorjahr erfolgreich. Beim Gstaad Major standen sie erstmals im Hauptfeld eines Turniers der FIVB World Tour. Zwei Wochen später gewannen Daalderop/Stubbe mit einem Finalsieg gegen Braakman/Sinnema in Scheveningen die niederländische Meisterschaft. Mit Mexime van Driel wurde Daalderop in Larnaka U19-Vizeweltmeisterin.